# Monastero di San Pedro de Cardeña
Il Monastero di San Pedro de Cardeña è un'abbazia dell'Ordine cistercense di Stretta Osservanza, fondata nel 902 e situata a Castrillo del Val, a 10 km da Burgos. Ora è classificato come Bien de Interés Cultural e dichiarato monumento storico con decreto del 3 giugno 1931.

## Storia
Nel IX e X secolo i monaci furono martirizzati dai musulmani. 

Nel 1603 furono canonizzati e conosciuti come i “martiri di Cardeña”. Il monastero conobbe quindi un grande afflusso.

Fino al XIV secolo, ogni anno il 6 agosto, anniversario del martirio, la terra del chiostro dove erano sepolti i monaci si tingeva di un colore rossastro.
Durante la guerra civile spagnola il monastero fu utilizzato dai franchisti come campo di concentramento per i prigionieri di guerra repubblicani, soprattutto gli appartenenti alle Brigate internazionali e i combattenti baschi di Euzko Gudarostea, catturati a Santoña, nel 1937. Vi furono rinchiusi sino a 4000 prigionieri, ed il campo fu chiuso nel 1939. 
Il 1º febbraio 1967 un incendio distrusse tre quarti del monastero, che dal 1942 era divenuta l'abbazia trappista di Nuestra Señora de los Mártires.

## Scriptorium
La prosperità del monastero nell'Alto Medioevo si riflette nella qualità del suo Scriptorium, in cui il monaco Endura realizzò opere straordinarie. Il Beato di San Pedro de Cardeña è stato realizzato tra il 1175 e il 1180 e conta 290 pagine e 51 miniature. Parte di esso è ora nel Museo archeologico nazionale di Madrid, nel museo diocesano di Gerona e al Metropolitan Museum of Art di New York.

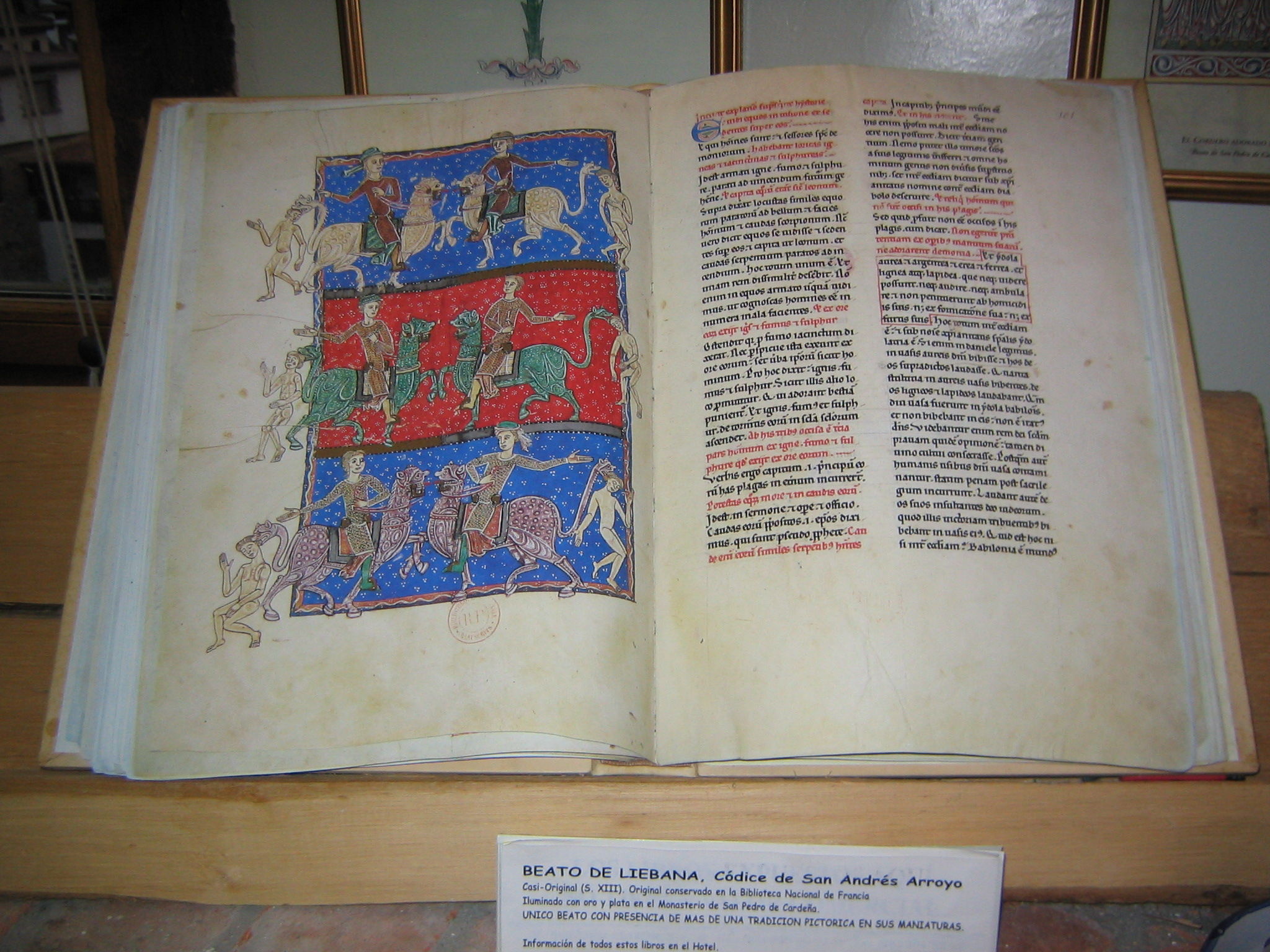
Beato di Liébana.
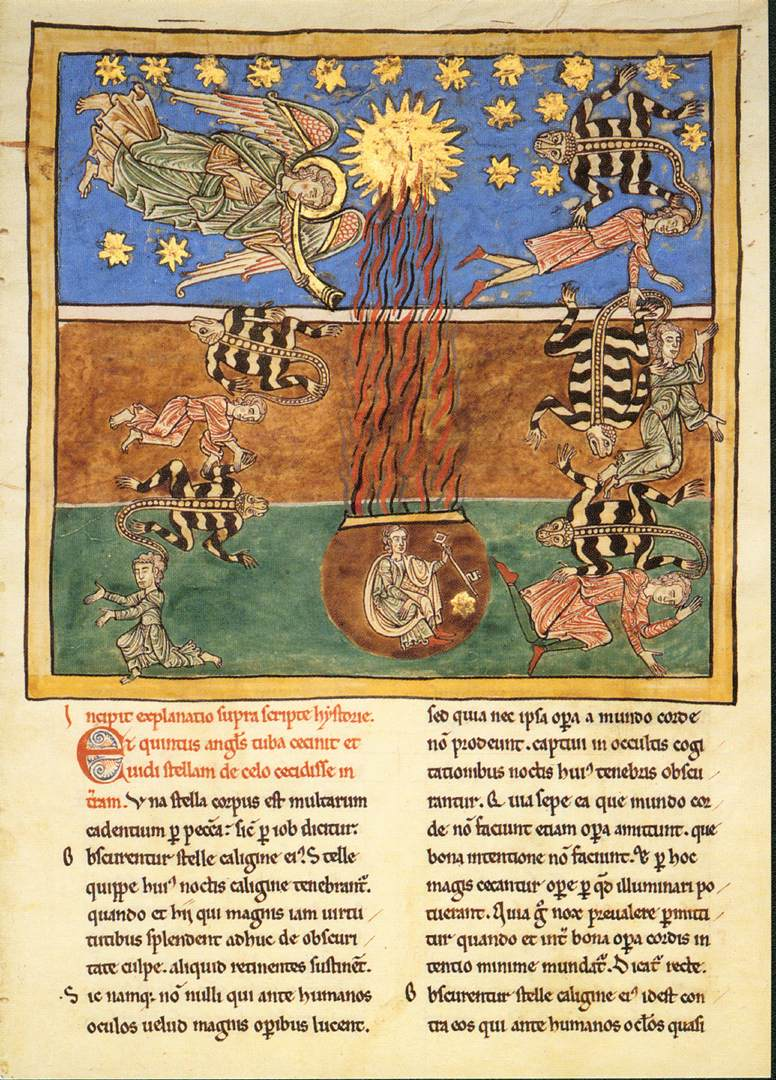
Beato di San Pedro de Cardeña.